# Ninja Cheerleaders

Ninja Cheerleaders est un film américain réalisé par David Presley, sorti en 2008.

## Synopsis
Après que leur professeur se soit fait kidnapper par des mafiosi, trois jeunes pom-pom girls adeptes des arts martiaux décident de partir à sa rescousse, tout en gardant leurs aptitudes secrètes dans le but de pouvoir rentrer dans une université de l'Ivy League.

## Fiche technique
- Titre : Ninja Cheerleaders
- Réalisation : David Presley
- Scénario : David Presley
- Production : Frank Desmarais et Christopher Roosevelt
- Musique : Christopher Goins
- Photographie : Richard Briglia
- Montage : Dan Prussmann
- Décors : Celine Diano
- Costumes : Lizette Peña
- Pays d'origine : États-Unis
- Format : Couleurs - 1,78:1 - Dolby Digital - 35 mm
- Genre : Comédie
- Durée : 90 minutes
- Date de sortie : 10 mai 2008 (Japon)

## Distribution
- Trishelle Cannatella : Courtney
- Ginny Weirick : April
- Maitland McConnell : Monica
- George Takei : Hiroshi
- Michael Paré : Victor Lazzaro
- Omar J. Dorsey : Manny
- Max Perlich : Jimmy 'The Snitch'
- Natasha Chang : Kinji
- Larry Poindexter : le détective Harris
- Beverly Hotsprings : le détective Foxey
- Richard Davalos : Don Lazzaro

## Autour du film
- Le tournage s'est déroulé à Los Angeles.